# 埃利斯·庫珀樂團
埃利斯·庫珀樂團是於1964年在亞利桑那州鳳凰城成立的美國搖滾樂團。樂團包含了主唱文森特·傅奈爾（使用藝名埃利斯·库珀）、主音吉他手格倫·布克斯頓、節奏吉他與鍵盤手麥可·歐文·布魯斯、貝斯手丹尼斯·杜納韋和鼓手尼爾·史密斯。傅奈爾也因此將自己的名字改為埃利斯·庫珀，並且自1975年樂團解散之後，以這個名字開始了個人職業生涯。樂團因其精心設計的戲劇性震懾搖滾舞台表演而廣為人知。2011年，埃利斯·庫珀樂團的五名創團成員入選搖滾名人堂。
在經過幾年的小成功後埃利斯·庫珀樂團再1971年憑藉著熱門單曲〈I'm Eighteen〉和專輯《Love It to Death》而名聲大噪。1972年的流行單曲〈School's Out〉以及同名專輯承接了這些成功。1973年，樂團以他們的下一張專輯《Billion Dollar Babies》和以其為名的巡演而大受歡迎，其巡演打破了之前由滾石樂團創下的票房紀錄。

## 歷史
樂團是由車庫搖滾樂團蜘蛛樂團（The Spiders）的前成員、住在鳳凰城的三位高中同學（傅奈爾、杜納韋和布克斯頓）以及另外兩人（布魯斯和史密斯）組成。他們五人創造了作為團體的一切，也共同寫下了大部分樂團的經典歌曲。尼爾·史密斯的姊妹辛蒂·史密斯·杜納韋（Cindy Smith Dunaway，丹尼斯·杜納韋之妻）設計了樂團成員的服裝並在舞台上擔崗舞蹈表演。
樂團於1967年正式搬遷到經常演出的洛杉磯，並簡要地改名為納茲（Nazz）。1968年，樂團得知他們與托德·朗德格倫的樂團撞名了，而需要更名。傳說埃利斯·庫珀（Alice Cooper）這個名字是團員在玩通靈板時得出的，並且是來自於17世紀女巫的名字。然而，傅奈爾則表示以上皆只是都市傳說而已。他說：「這就像是很一般的都市傳奇而已……但那是一個很棒的故事。」傅奈爾表示之所以選這個名字只是因為噱頭，因為它與樂團的形象和音樂形成了幽默的對比，聽起來也無害。
在1969年多倫多搖滾復興節（Toronto Rock 'n' Roll Revival Festival）上，傅奈爾向觀眾丟了一隻活雞後，他的樂團成了媒體批評的主題。而那隻雞被觀眾當場撕裂。樂團出現在華納兄弟的採樣專輯《Zapped》上，其特色是由法蘭克·扎帕親自監製。「對我來說，法蘭克是唯一一位會為我們而冒風險的人，」傅奈爾自己回憶道：「他曾說過：『這裡有個大家準備好要嘲笑的樂團……我喜歡他們。』他就和我們一樣都是洛杉磯的棄兒。」埃利斯·庫珀樂團的前三張專輯是由扎帕旗下的Straight唱片發行的。
樂團的前兩張專輯銷售緩慢，以及加州人對他們的演出漠不關心，導致樂團於1970年再次搬遷，而這次他們選擇落腳於密西根州的龐蒂亞克，靠近傅奈爾的家鄉底特律。在這裡，他們奇怪的舞台表演更受中西部人群的歡迎，他們習慣於如丑角合唱團和MC5等當地樂團的前龐克風格。「洛杉磯人就是不懂，」傅奈爾說：「他們對我們來說就像錯誤的毒品一樣。他們每天都在吸迷幻藥，而我們基本上都在喝啤酒。我們在底特律的適應性比在其他地方還來的多。」
與年輕的唱片製作人鮑勃·艾茲林聯手，埃利斯·庫珀樂團在1970年末發行了單曲〈I'm Eighteen〉，並且驚奇地擠進前40名。該單曲的成功說服了當時剛從扎帕手上買下Straight唱片的華納兄弟唱片公司對樂團商業化可行度的疑慮，使華納兄弟對於樂團的第三張專輯《Love It to Death》增加投資。
隨著《Love It to Death》的成功，埃利斯·庫珀樂團在解散前發行了四張熱門專輯，並在1971年至1974年間舉辦多場主要的巡迴演唱會。樂團的原陣容於1974年4月8日在巴西里約熱內盧舉行了最後一場演出。前成員對於樂團解散的理由各執一詞：史密斯的理由是成員們希望空出一年的時間，放慢速度來開始一些個人計畫，然而就沒有下文了；傅奈爾的理由是因為成員們對於需要多少資金重新投入日漸昂貴的舞台表演上存在著意見分歧；布魯斯則認為是布克斯頓失控的藥物濫用問題而加速解散。
樂團在1975年宣告解散。文森特·傅奈爾正式改名為埃利斯·庫珀，並繼續與一群新的音樂家合作。傅奈爾後來表示，改名是他職業生涯中最重要和最成功的舉動之一。

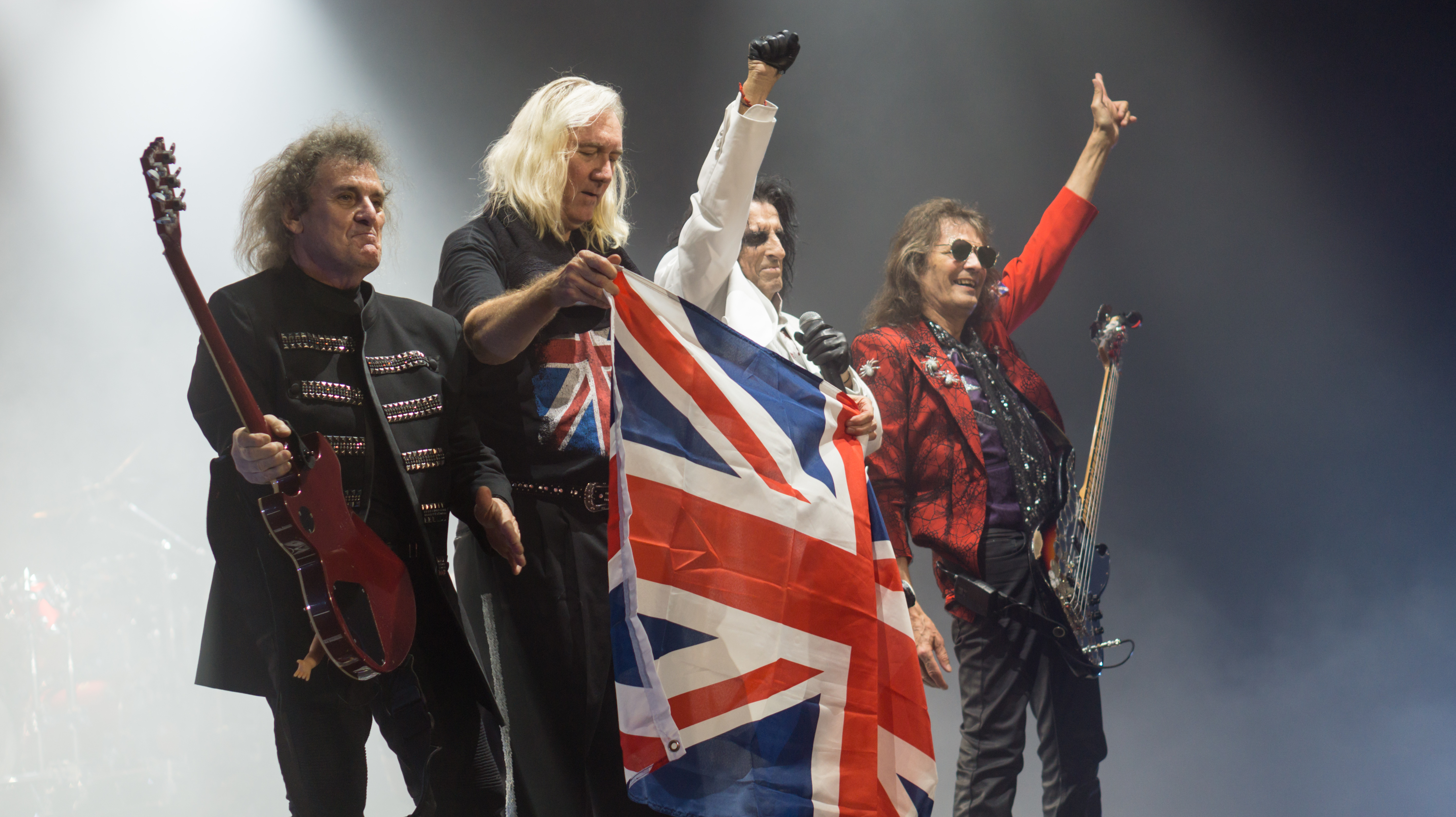
2017年11月，埃利斯·庫珀樂團的四名在世的創團成員在溫布利體育館演出後的謝幕。左至右：麥可·歐文·布魯斯、尼爾·史密斯、埃利斯·庫珀、丹尼斯·杜納韋。

布魯斯、杜納韋和史密斯組成了短命的樂團Billion Dollar Babies，並於1977年發行專輯《Battle Axe》。雖然他們偶爾會與布克斯頓一同演出，但與埃利斯·庫珀的重聚是直到1999年10月23日在鳳凰城的Coopers Town舉辦的布克斯頓去世二周年紀念週演出上才發生的（布克斯頓於1997年10月19日去世）。另一場重聚是在2010年12月16日，在鳳凰城的道奇劇院（Dodge Theatre）與史蒂夫·杭特合作的演出。而這個陣容也於2011年3月14日在埃利斯·庫珀樂團原陣容入選搖滾名人堂的表演（電視轉播）、以及2011年5月11日在巴特西發電站由野格官方舉辦的Ice Cold 4D活動（網路直播）上再現。布魯斯、杜納韋和史密斯以及他們與埃利斯合寫的歌曲也出現在埃利斯2011年的專輯《Welcome 2 My Nightmare》。
2014年4月17日，埃利斯·庫珀樂團的紀錄片《Super Duper Alice Cooper》在翠貝卡電影節上首映，並在一週後在Hot Docs加拿大國際紀錄片節上放映。
2015年10月6日，杜納韋在達拉斯的簽書會策畫了一場意外的重聚演出，由他自己、布魯斯、庫珀、史密斯和替代已故的格倫·布克斯頓的萊恩·羅克西出演。埃利斯·庫珀樂團的在世成員們也將開始錄製和發行專輯。然而，目前唯一浮上檯面的作品只有庫珀的第27張個人專輯《Paranormal》中的兩首追加歌曲而已。
2017年5月14日，四位在世成員在田納西州納什維爾舉行的一場演出中重聚並演奏了五首歌。這四人又在同一年的英國巡演中同台演出。

## 成員
原團員

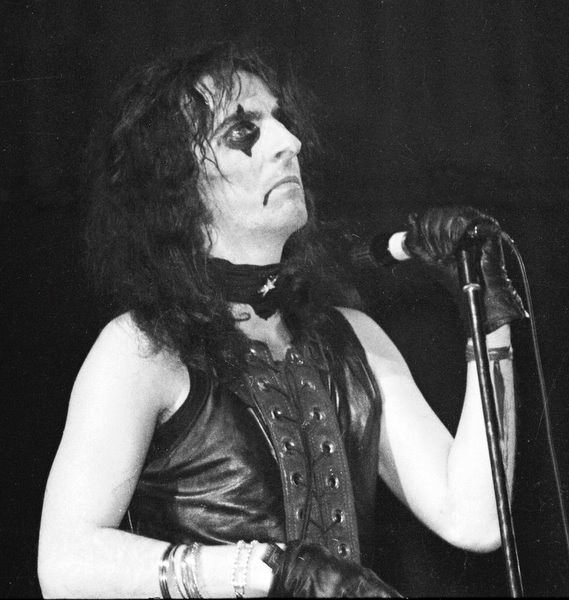
文森特·傅奈爾，即埃利斯·庫珀

- 文森特·傅奈爾，即埃利斯·庫珀 – 歌手、口琴
- 格倫·布克斯頓（英语：Glen Buxton） – 主音吉他 (1997年去世)
- 麥可·歐文·布魯斯（英语：Michael Owen Bruce） – 節奏吉他與鍵盤
- 丹尼斯·杜納韋（英语：Dennis Dunaway） – 貝斯
- 尼爾·史密斯（英语：Neal Smith (drummer)） – 爵士鼓

1973–1974加入的其他成員
- 米克·馬舒比爾（Mick Mashbir） – 吉他
- 鮑勃·多林（Bob Dolin） – 鍵盤

## 作品
錄音室專輯
- 《Pretties for You（英语：Pretties for You）》（1969年6月25日）
- 《Easy Action（英语：Easy Action）》（1970年3月27日）
- 《Love It to Death（英语：Love It to Death）》（1971年3月9日）
- 《Killer（英语：Killer (Alice Cooper album)）》（1971年11月27日）
- 《School's Out（英语：School's Out (album)）》（1972年6月）
- 《Billion Dollar Babies（英语：Billion Dollar Babies）》（1973年2月25日）
- 《Muscle of Love（英语：Muscle of Love）》（1973年11月20日）

精選/合輯專輯
- 《School Days: The Early Recordings（英语：School Days: The Early Recordings）》（1973年）
- 《Greatest Hits（英语：Greatest Hits (Alice Cooper album)）》（1974年8月）

## 外部鏈結
- National Newswire：埃利斯·庫珀樂團在搖滾名人堂入選典禮上表演 （页面存档备份，存于）